# Just Lose It
Just Lose It (englisch etwa für „Flipp’ einfach aus“) ist ein Lied des US-amerikanischen Rappers Eminem. Der Song ist die erste Singleauskopplung seines fünften Studioalbums Encore und wurde am 25. September 2004 veröffentlicht. Außerdem ist das Lied auf Eminems Best-of-Album Curtain Call: The Hits enthalten.

## Inhalt
Wie auch Lead-Singles vorangegangener Eminem-Alben, enthält Just Lose It viel Ironie, Übertreibungen und Seitenhiebe gegen diverse Prominente. Der Rapper kündigt an, dass er zurück ist und fragt, was er tun könne, um wieder die nötige Aufmerksamkeit in Form von Aufregung über seine Texte zu erhalten. Er meint, dass er schon alle kontroversen Themen behandelt habe, mit Ausnahme von Kindesmissbrauch. Dabei spielt er auf Michael Jackson an, gegen den zu dieser Zeit ein Ermittlungsverfahren wegen Kindesmissbrauchs lief. Im Refrain fordert Eminem die Hörer zum Tanzen auf, wobei er sich verspricht und statt Mädchen Jungs sagt. Außerdem spielt er auf den Schauspieler Paul Reubens an, gegen den wegen Besitz von kinderpornografischem Material ermittelt wurde. Im zweiten Vers schlüpft Eminem in die Rolle des lyrischen Ichs und rappt über Partys sowie Alkohol und macht sexuelle sowie sadomasochistische Anspielungen. Anfang des dritten Verses wird Eminem aufgrund von Erregung öffentlichen Ärgernisses festgenommen, da er nackt durch die Straßen gerannt sei und eine alte Frau belästigt habe. Der Rapper meint, er könne sich an nichts erinnern und sei unschuldig. Nun ändert sich die Handlung und Eminem sagt, dass die Zeit gekommen sei, wo der Rap versagt. Er macht eine Anspielung auf seinen Film 8 Mile und ruft schließlich alle Mädchen dazu auf, auf die Tanzfläche zu kommen und zu tanzen.
Just Lose It enthält Textpassagen, die an Eminems Songs Without Me, Lose Yourself und Superman angelehnt sind.

## Produktion und Sample
Der Beat des Liedes wurde von Eminems Entdecker und Produzent Dr. Dre in Zusammenarbeit mit Mike Elizondo produziert. Dabei verwendeten sie Elemente des Songs U Can’t Touch This von MC Hammer.

## Musikvideo
Das Video zu Just Lose It wurde von Philip Atwell gedreht.

### Inhalt
Im Musikvideo werden verschiedene Prominente von Eminem in einer One Man Show parodiert. Dazu zählen Michael Jackson, Paul Reubens, MC Hammer und Madonna. Dabei beziehen sich besonders viel Szenen auf Michael Jackson, der unter anderem sich die Haare verbrennt, von Eminem angekotzt wird und seine Nase auf der Tanzfläche verliert. Am Ende des Videos sitzt Michael Jackson außerdem auf einem Bett und hinter ihm springen Kinder herum. Andere Szenen zeigen Eminem, der nackt durch die Straße läuft und eine Oma belästigt, während Dr. Dre wütend im Auto vorbeifährt. Außerdem wird ein Rap-Battle aus Eminems Film 8 Mile parodiert. Verschiedene Prominente, die außerdem im Video mitspielen, sind Paris Hilton, Katie Cassidy, Monica Parales, Erik Estrada, Alyson Stoner, Booboo Stewart und Mekhi Phifer.

### Kontroverse
Besonders die Parodien über Michael Jackson im Video wurden von diesem selbst und anderen Prominenten heftig kritisiert. In einem Interview sagte Jackson, dass er sehr wütend über seine Darstellung in dem Video sei und bezeichnete diese als unverschämt, respektlos sowie erniedrigend. Er habe Eminem als Künstler bewundert und war sehr schockiert, als er das Video sah.
Auch Stevie Wonder äußerte sich dazu und meinte in Bezug auf Jackson, dass Eminem einen Mann trete, der schon am Boden liegt.

## Single

### Covergestaltung
Das Singlecover zeigt Eminem, der eine Pistole auf ein Ziel richtet, in der eine Flagge mit der Aufschrift Bang steckt. Der Rapper trägt einen Anzug und im Hintergrund befindet sich ein blauer Vorhang, der auch auf dem Cover des Albums Encore zu sehen ist. In weiß stehen die Schriftzüge Eminem am oberen Bildrand und Just Lose It am unteren Bildrand.

### Chartplatzierungen
Just Lose It stieg in der 47. Kalenderwoche des Jahres 2004 auf Platz 2 in die deutschen Charts ein und fiel in der folgenden Woche auf Rang 5, den es drei Wochen lang belegte. Insgesamt hielt sich das Lied 15 Wochen in den Top 100, davon sechs Wochen in den Top 10. In Großbritannien und in der Schweiz gelang der Single der Sprung an die Chartspitze.
| ChartsChartplatzierungen       | Höchstplatzierung | Wochen |
| ------------------------------ | ----------------- | ------ |
| Deutschland (GfK)              | 2 (15 Wo.)        | 15     |
| Österreich (Ö3)                | 4 (16 Wo.)        | 16     |
| Schweiz (IFPI)                 | 1 (17 Wo.)        | 17     |
| Vereinigte Staaten (Billboard) | 6 (19 Wo.)        | 19     |
| Vereinigtes Königreich (OCC)   | 1 (15 Wo.)        | 15     |

| ChartsJahrescharts (2004)      | Platzierung |
| ------------------------------ | ----------- |
| Deutschland (GfK)              | 69          |
| Schweiz (IFPI)                 | 43          |
| Vereinigte Staaten (Billboard) | 98          |
| Vereinigtes Königreich (OCC)   | 23          |

### Auszeichnungen
Im Jahr 2018 wurde Just Lose It für mehr als zwei Millionen Verkäufe in den Vereinigten Staaten mit einer doppelten Platin-Schallplatte ausgezeichnet. 2023 erhielt es für über 150.000 verkaufte Einheiten in Deutschland eine Goldene Schallplatte.

| Land/Region                  | Auszeichnungen für Musikverkäufe (Land/Region, Auszeichnung, Verkäufe) | Verkäufe  |
| ---------------------------- | ---------------------------------------------------------------------- | --------- |
| Australien (ARIA)            | 4× Platin                                                              | 280.000   |
| Deutschland (BVMI)           | Gold                                                                   | 150.000   |
| Neuseeland (RMNZ)            | Platin                                                                 | 10.000    |
| Norwegen (IFPI)              | Gold                                                                   | 5.000     |
| Vereinigte Staaten (RIAA)    | 2× Platin                                                              | 2.000.000 |
| Vereinigtes Königreich (BPI) | Platin                                                                 | 600.000   |
| Insgesamt                    | 2× Gold · 8× Platin ·                                                  | 3.045.000 |

Hauptartikel: Eminem/Auszeichnungen für Musikverkäufe
Bei den Grammy Awards 2005 wurde Just Lose It in der Kategorie Best Rap Solo Performance nominiert, unterlag jedoch dem Lied 99 Problems von Jay-Z.